# Thamnium elongatum
Thamnium elongatum là một loài Rêu trong họ Neckeraceae. Loài này được (Welw. & Duby) Kindb. miêu tả khoa học đầu tiên năm 1902.